# 日本経済新聞東京本社
日本経済新聞東京本社（にほんけいざいしんぶん・とうきょうほんしゃ）は、日本経済新聞社の会社登記上の本部であり、関東・東北・甲信越及び静岡県向けの日本経済新聞を発行する発行本社である。

## 歴史

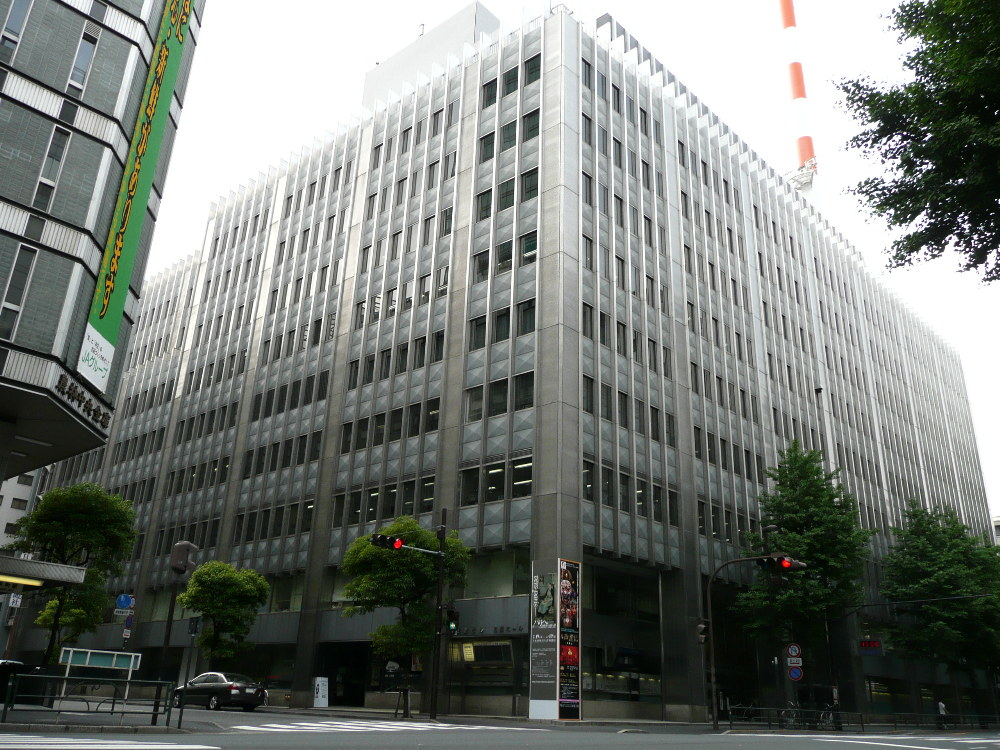
旧日本経済新聞東京本社（東京都千代田区）

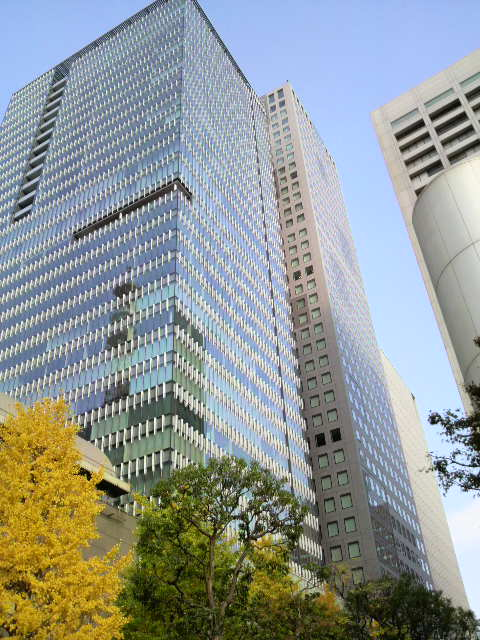
（新）日経ビル・手前と（新）JAビル・（新）経団連会館（奥）

1876年（明治9年）、三井物産初代社長益田孝らの手により、前身の「中外物価新報」として創刊。当初は不定期刊だったが、1885年に日刊。1889年「中外商業新報」と改める。1911年（明治44年）に物産や三井合名など三井財閥主要企業の出資により株式会社化（1941年、三井財閥より独立）。1924年から夕刊の発行を開始。
1942年、大東亜戦争（太平洋戦争、第二次世界大戦）激化に伴う新聞の統廃合令により、日刊工業新聞、経済時事新聞などの経済関係の新聞社と統合・合併し「日本産業経済」（にほんさんぎょうけいざい）に改題。戦後の1946年（昭和21年）、国から半ば強制的に付けさせられた「日本産業経済」の題号と「日本産業経済新聞社」の旧社名を捨てて、「日本経済新聞」に改題した。

中外物価新報時代から関東を基盤としており、日本産業経済時代には大阪市で発行されていた産業経済新聞（現・産経新聞大阪本社版）との間で活動地域の棲み分けも行っていたが、産経が1950年（昭和25年）に関東へ進出。日経も対抗して翌1951年（昭和26年）に大阪支社を立ち上げ、旧大阪中外商業新報以来9年ぶりに関西での印刷・発刊を再開した。それから10年が過ぎた1961年（昭和36年）、日経大阪支社は大阪本社に格上げされて全国紙へと発展する。
1964年（昭和39年）、千代田区大手町の大蔵省印刷局工場跡地（現在の大手町フィナンシャルシティノースタワーの場所）を国から払い下げられ、新社屋完成。中外商業新報時代以来長く本社を置いた東京都中央区日本橋茅場町から移転した。なお茅場町の旧本社も引き続き使われ、1988年（昭和63年）に日経茅場町別館の名前で建て替えられた。
1969年に経営再建中だった東京12チャンネル（現・テレビ東京）と包括的な報道協定を結び、主導経営スポンサーになった。
2008年（平成20年）、大手町連鎖型都市再生プロジェクト第2次事業の一環として建てられた新社屋『日経東京本社ビル』（東京都千代田区大手町1丁目3-7）に移転した。

## 発行新聞
現在、日経新聞のほか、日経MJ（1971年に日経流通新聞として創刊　2001年改題）、日経産業新聞（1973年創刊）、日経ヴェリタス（2008年創刊　事実上の前身は1987年創刊の日経金融新聞）、THE NIKKEI WEEKLY（英文日経　1963年にTHE JAPAN ECONOMIC JOURNALとして創刊　1991年改題）を発行するほか、習志野市の工場では千葉日報の受注印刷を行っている（2015年5月以後。従前は千葉日報の自社工場で制作していた）。
また1992年の東京タイムズの廃刊後は、左記新聞に委託していたデイリースポーツ関東・東北版の受注印刷を東雲・新木場（いずれも江東区）の工場で行っていたが、新木場の工場は2006年にデイリースポーツ発行元の神戸新聞社に身売りし、事実上デイリーの直営工場（デイリースポーツプレスセンター）となった。但し神戸新聞社に譲渡後も、日経との協力関係は維持している。

## 発行所
- 東京本社　東京都千代田区大手町一丁目3番7号 （日経ビル）〒100-8066
  - 関係はないが、日本経済新聞東京本社の近辺には、読売新聞東京本社や、産経新聞東京本社がある。
- 印刷拠点
  - 日経直営（日経関連会社含む）　江東区・立川市・川崎市・横浜市・鴻巣市・八潮市・習志野市・かすみがうら市・仙台市・弘前市
  - 地方紙への委託印刷所　静岡市（静岡新聞）・塩尻市（信濃毎日新聞）・新潟市（新潟日報）

## セット・統合版の別
- セット版（夕刊あり）　東京都、神奈川県、埼玉県、千葉県、茨城県（離島・山間部など除く）
- 全日版（朝刊のみ）　東北地方6県・群馬県・栃木県・新潟県・長野県・山梨県・静岡県およびセット版対象地域のうち離島・山間部などの一部

2024年11月時点で、南関東1都3県および茨城県以外はすべて全日版（統合版）へ変更されている（参考）。

## 番組表
朝・夕刊とも最終面ではなく中頁に掲載。

### 朝刊　第1テレビ・ラジオ面

#### 首都圏A（主に茨城県・栃木県・群馬県向け）
- 1段目（全てフルサイズ）
  - NHKテレビ、NHK Eテレ、日本テレビ、テレビ朝日、TBSテレビ、テレ東、フジテレビ（フジテレビの右隣に解説欄）

2009年3月29日まではアナログのチャンネル順だったが、3月30日から現在のデジタルのID順となった。
- 2段目
  - ハーフサイズ：ラジオNIKKEI、NHK第1
  - クォーターサイズ：NHK茨城、群馬、栃木（茨城県、群馬県、栃木県向け差し替えを掲載）、群馬テレビ、とちぎテレビ、チバテレ、テレ玉、TBSラジオ、文化放送、ニッポン放送
  - クォーターサイズ×2：NHK第2（ラジオNIKKEI、NHK第1の直下）
- 3段目（全てクォーターサイズ）
  - NHKFM、TOKYO FM、FM GUNMA、Radio Berry、NACK5、J-WAVE、放送大学BSラジオ、ラジオ日本、栃木放送、LuckyFM

#### 首都圏B（主に東京都・埼玉県・千葉県・神奈川県向け）
- 1段目（全てフルサイズ）
  - 首都圏Aと同じ
- 2段目
  - ハーフサイズ：ラジオNIKKEI、NHK第1
  - クォーターサイズ：東京MX1（2未収録）、tvk、チバテレ、テレ玉、TBSラジオ、文化放送、ニッポン放送、ラジオ日本、放送大学BSラジオ、NHK第2
- 3段目（全てクォーターサイズ）
  - NHK-FM、TOKYO FM、J-WAVE、FMヨコハマ、NACK5、bay fm、InterFM897

#### 東北A（青森県・秋田県・岩手県）
- 1段目（全てフルサイズ）
  - NHKテレビ、NHK Eテレ、青森放送テレビ、青森朝日放送、青森テレビ、秋田放送テレビ、秋田朝日放送
- 2段目
  - フルサイズ：秋田テレビ、テレビ岩手、岩手朝日テレビ、IBCテレビ、めんこいテレビ
  - ハーフサイズ：東日本放送、NHK第1、ラジオNIKKEI
  - クォーターサイズ：NHK第2、青森放送、秋田放送、IBCラジオ、tbcラジオ、NHKFM、FM青森、エフエム秋田、エフエム岩手、Date fm

#### 東北B（宮城県・福島県・山形県）
- 1段目（全てフルサイズ）
  - NHKテレビ、NHK Eテレ、tbcテレビ、ミヤギテレビ、東日本放送、仙台放送、福島中央テレビ
- 2段目
  - フルサイズ：福島放送、テレビユー福島、福島テレビ、山形放送、山形テレビ、テレビユー山形、さくらんぼテレビ
  - ハーフサイズ：NHK第1
  - クォーターサイズ2列：ラジオNIKKEI
  - クォーターサイズ：NHK第2、tbcラジオ、山形放送、ラジオ福島、NHKFM、DateFM、エフエム山形、ふくしまFM

#### 信越（新潟県・長野県）
- 1段目
  - フルサイズ：NHKテレビ、NHK Eテレ、テレビ新潟、UX新潟テレビ21、新潟放送、NST
  - ハーフサイズ：ラジオNIKKEI、NHK第1
- 2段目
  - フルサイズ：テレビ信州、長野朝日放送、信越放送テレビ、長野放送、KNBテレビ、チューリップTV、BBT
  - 1/3サイズ：NHK第2、新潟放送、KNBラジオ、信越放送、NHK-FM、FM長野、FM新潟、FMとやま
  - 極小サイズ×2：NHK  Eテレ サブ（マルチ編成を掲載）

#### 山梨県
- 1段目
  - フルサイズ：NHKテレビ、NHK Eテレ、YBSテレビ、テレビ山梨、テレビ朝日、テレ東、フジテレビ
  - クォーターサイズ：NHKFM、FM FUJI
- 2段目
  - ハーフサイズ：日本テレビ、TBSテレビ、SBSテレビ、ラジオNIKKEI、NHK第1
  - クォーターサイズ（NHK第1の右）：TBSラジオ、文化放送、ニッポン放送、FMヨコハマ、TOKYO FM
  - クォーターサイズ（TBSラジオ等の下）：YBSラジオ、SBSラジオ、K-MIX、J-WAVE、放送大学BSラジオ
  - 極小サイズ（日本テレビの下）：NHK  Eテレ サブ（マルチ編成を掲載）
  - 極小サイズ×2（NHK  Eテレ サブの右）：ラジオ日本、NHK第2

#### 静岡県
- フルサイズ：NHKテレビ（静岡）、NHK Eテレ、Daiichi-TV、静岡朝日テレビ、SBSテレビ、テレ東、テレしず
  - 静岡県向けの版では、在静局とともにテレビ東京の番組をフルサイズで収録しているが、2011年7月25日（デジタル統合の翌日）から配置が変わり、在静のSBSとテレしず（テレビ静岡）の中間に掲載されるようになった。
- ハーフサイズ
  - テレビ：日本テレビ、テレビ朝日、TBSテレビ、フジテレビ、東海テレビ、中京テレビ、CBCテレビ、メ～テレ、テレビ愛知
  - ラジオ：NHK第1（静岡、※「594kHz（東京）」と表記）、ラジオNIKKEI
- クォーターサイズ
  - テレビ：tvk
  - ラジオ：NHK第2（静岡、※「693kHz（東京）」と表記）、NHK-FM（静岡）、K-MIX、FM-FUJI、TBSラジオ、文化放送、ニッポン放送、SBSラジオ

### 朝刊　第2テレビ面
- 1段目（全てハーフサイズ）
  - NHK BS、NHK BSプレミアム4K、BS日テレ / BS日テレ4K、BS朝日 / BS朝日4K、BS-TBS / BS-TBS4K、BSテレ東 / BSテレ東4K、BSフジ / BSフジ4K、WOWOWプライム、WOWOWライブ、WOWOWシネマ
- 2段目（以下は特記なしはハーフよりやや小さめ）
  - NHK BS8K、BS11 イレブン、BS12 トゥエルビ、BS10、BS10スターチャンネル、放送大学テレビ、アニマックス、日経CNBC（これだけはハーフ）
- 3段目
  - J SPORTS1、J SPORTS2、J SPORTS3、J SPORTS4、日本映画専門チャンネル、ディズニー・チャンネル、BSよしもと

このフォーマットは大阪本社、名古屋・北海道・西部の各支社発行分を含めた全国共通である。

### 夕刊　テレビ・ラジオ欄

#### 首都圏B版
- フルサイズ：朝刊に同じ
- ハーフサイズ：NHK BS、NHK BSプレミアム4K、日経CNBC
- クォーターサイズ（地上波テレビ）：tvk、チバテレ、テレ玉、TOKYO MX1
- クォーターサイズ（ラジオ）：NHK第1、NHK第2、TBSラジオ、文化、ニッポン、ラジオ日本、ラジオNIKKEI、NHKFM、TOKYO FM、FMヨコハマ、BAYFM、NACK5、J-WAVE、interfm、FM FUJI
- クォーターサイズ（BS）：BS日テレ、BS朝日、BS-TBS、BSテレ東、BSフジ、WOWOWプライム、同ライブ、同シネマ、BS10、BS11 イレブン、BS12 トゥエルビ、BS松竹東急、BSよしもと
- 極小サイズ：放送大学テレビ、NHK Eテレ サブ
- 極小だが大きめのサイズ：ゴルフネットワーク、CNN j

## 地方版
- 南関東向けには、東京版、神奈川版、埼玉版、千葉版の1都3県ごとに編集された物を基本とするが、日によっては1都3県を統合した「首都圏版」として掲載される場合もある。
- 北関東（茨城・栃木・群馬）と東北地方にはそれぞれブロック単位の地方版が掲載されている。
- また新潟・長野・静岡県向けにもそれぞれの県域地方版が収録されている。